# جاك هيندري
جاك ويليام هيندري (بالإنجليزية: Jack William Hendry؛ مواليد 7 مايو 1995) هو لاعب كرة قدم اسكتلندي يلعب كقلب دفاع لنادي الاتفاق في دوري المحترفين السعودي و‌المنتخب الإسكتلندي.

## وصلات خارجية
- جاك هندري على موقع الاتحاد الدولي (مؤرشف)  (الإنجليزية)
- جاك هندري على موقع الاتحاد الأوربي (الإنجليزية)
- جاك هندري على موقع قاعدة بيانات كرة القدم.إي يو (الإنجليزية)
- جاك هندري على موقع ناشيونال فوتبول تيمز (الإنجليزية)
- جاك هندري على موقع Soccerbase.com (لاعب) (الإنجليزية)
- جاك هندري على موقع Soccerway.com (الإنجليزية)